# Pasquale Terracciano
Pasquale Quito Terracciano (Napoli, 4 maggio 1956) è un diplomatico e ambasciatore italiano.
È stato ambasciatore a Madrid, Londra e Mosca, tre fra le più importanti ambasciate italiane.

## Biografia
Pasquale Terracciano nasce a Napoli il 4 maggio 1956. Terminato il liceo, decide di proseguire la sua formazione accademica all'Università degli Studi di Napoli Federico II, presso la quale consegue una laurea in giurisprudenza, il 14 dicembre 1978. Successivamente intraprende la carriera forense sino al 1981 quando entra in carriera diplomatica in seguito al superamento del concorso.
Nel 1985 viene nominato console a Rio de Janeiro; in seguito, tra il 1989 e il 1992, è primo segretario della rappresentanza permanente presso il Consiglio Atlantico a Bruxelles.
Dal 1996 al 2000 è primo consigliere a Londra. Nel 2001, è nominato vice-capo di gabinetto del Ministro degli affari esteri. Dal 2004 al 2006 svolge le funzioni di portavoce del ministro nonché quelle di capo del servizio stampa e informazione della Farnesina.
Dal 2006 al 2010 è ambasciatore a Madrid. Rientrato al Ministero, per circa un anno è capo di gabinetto del ministro degli Esteri Franco Frattini. Dal novembre 2011 all'aprile 2013 è consigliere diplomatico del presidente del Consiglio dei ministri Mario Monti, nonché rappresentante personale dello stesso presso il G8 e il G20.
Terracciano è successivamente nominato Ambasciatore d’Italia a Londra dove rimane dal 1º maggio 2013 al 29 gennaio 2018. In questo periodo cura i rapporti tra Italia e Regno Unito nel difficile periodo successivo al voto per la Brexit. A partire dal gennaio 2018 viene nominato Ambasciatore d'Italia in Russia, incarico che ha ricoperto fino al 1 ottobre 2021.. 
Tornato a Roma, è stato dal 1º gennaio 2022 al 31 maggio 2023 il primo Direttore Generale della nuova Direzione Generale per la Diplomazia Pubblica e Culturale del Ministero degli affari esteri e della cooperazione internazionale.